# Laruscade
Laruscade település Franciaországban, Gironde megyében. Lakosainak száma 2808 fő (2022. január 1.). Laruscade Bedenac, Bussac-Forêt, Cavignac, Lapouyade, Marcenais, Marsas, Saint-Mariens, Saint-Yzan-de-Soudiac és Tizac-de-Lapouyade községekkel határos.

## Népesség
A település népességének változása:
| Lakosok száma | 1340 | 1475 | 1679 | 2047 | 2552 | 2654 | 2765 | 2844 | 2821 | 2808 |
|               | 1968 | 1982 | 1990 | 2006 | 2013 | 2015 | 2017 | 2019 | 2020 | 2022 |